# 聖胡安號潛艇
聖胡安號潜艇（ARA San Juan (S-42)）是一艘已沉沒的阿根廷潜艇，它於德國建造，並從1985年11月19日起開始在阿根廷海軍服役。
2008年底至2014年期间，阿根廷海军对圣胡安号进行中期维修工作。
2017年11月15日，載有包括阿根廷史上首位女性潜水员在內的44名艇員的聖胡安號在距离阿根廷瓦尔德斯半岛大约430公里的南大西洋海域巡邏時失蹤，多国展開聯合搜索，在多日搜尋無果後，11月30日，阿根廷當局宣佈停止搜救。12月，阿根廷海軍司令遭到解職。
聖胡安號在最後一次與阿根廷海軍联络时曾報告通气管进水並致使电池短路。在联络几个小时后潛艇發生爆炸。
2018年11月17日，阿根廷海军在位于距离阿根廷丘布特省里瓦达维亚海军准将城東南460公里的大西洋海平面以下800米处發現了聖胡安號的殘骸。發現時该潜艇已经解体，残骸散布在80×100米的区域内，但阿根廷當局沒有選擇打撈。隨後阿根廷总统宣布举行为期三天的全国哀悼。

## 更多阅读
- Amendolara Bourdette, Ignacio. . Buenos Aires. 2005  [2020-04-27]. ISBN 9874394005. （原始内容存档于2014-09-13） （西班牙语及英语）.
- Burzaco, Ricardo. . Buenos Aires: Eugenio B. 1999  [2020-04-27]. ISBN 978-9879676417. （原始内容存档于2021-04-25） （西班牙语）.